# Vanuatu aux Jeux du Commonwealth
Le Vanuatu participe aux Jeux du Commonwealth depuis les Jeux de 1982 à Brisbane. Les Vanuatais ont participé à tous les Jeux depuis, prenant part à des épreuves d'athlétisme, de boxe, de cyclisme, d'haltérophilie, de judo et de tennis de table. Ils n'ont jamais remporté de médaille.